# Салаїрський кряж
Салаї́рський кряж (рос. Салаирский кряж, англ. Salair Ridge) — височина в Кемеровській, Новосибірській областях і в Алтайському краю Росії. Обмежує із заходу Кузнецьку улоговину
- Довжина близько 300 км.
- Висота до 621 м (гора Ківда).

Складений кристалічними вапняками, пісковиками, туфами, гранітами.
Покритий головним чином осиково-ялицевими (чорновими) і березово-осиковими високотравними лісами. На крутих північно-східних схилах — березово-осикові, модринові, соснові ліси і ділянки степів.